# Saldurkamm
Der Saldurkamm (auch Salurnkamm) ist ein Gebirgskamm im Süden der Ötztaler Alpen. Er liegt in der italienischen Provinz Südtirol zwischen dem Etschtal bzw. Vinschgau im Süden, dem Matscher Tal im Westen und dem Schnalstal im Osten.
Der Kamm zweigt an der Inneren Quellspitze (3516 m) Richtung Süden vom Schnalskamm, einem Teil des Alpenhauptkamms, ab und verzweigt sich an der Ramudlaspitze (3366 m) in einen nach Südosten und einen nach Südwesten verlaufenden Kamm. Zwischen den beiden Zweigen liegt das Schlandrauntal. Im nördlichen Teil des Kamms liegen die namensgebende Saldurspitze (3433 m) und der höchste Berg des gesamten Kamms, die Schwemser Spitze (3459 m).
Eine vollständige Liste aller Dreitausender findet sich in der Liste der Dreitausender im Saldurkamm. 